# Sallai Gyula (villamosmérnök)
Sallai Gyula Antal (Budapest, 1945. június 30. –) villamosmérnök, az MTA doktora, egyetemi tanár. Szakterülete a távközlő hálózatok digitalizálása, számítógépes tervezése, infokommunikáció menedzsment. A Posta Kísérleti Intézet igazgatója, a Magyar Távközlési Vállalat vezérigazgató-helyettese, a Hírközlési Főfelügyelet elnökhelyettese. A Budapesti Műszaki és Gazdaságtudományi Egyetem tanszékvezető egyetemi tanára, stratégiai rektorhelyettese.

## Életpályája
A Kandó Kálmán Technikumban 1963-ban érettségizett a híradástechnika szakon. 1968-ban villamosmérnökként diplomázott a Budapesti Műszaki Egyetemen (BME), ahol 1973-ban védte meg egyetemi doktori címét. A Magyar Tudományos Akadémián (MTA) 1976-ban műszaki tudomány kandidátusa, 1989-ben akadémiai doktori fokozatot szerzett. A BME Villamosmérnöki és Informatikai Karán (VIK) 1997-ben habilitált, 1990-ben címzetes, 1997-ben rendes egyetemi tanárrá nevezték ki.
Kezdetben a BME Vezetékes Híradástechnikai Tanszékén, majd 1975-től a távközlő hálózatok tervezésének vezető kutatójaként a Posta Kísérleti Intézetben (PKI) dolgozott, amelynek 1984‑től igazgatója volt. 1990-től a Magyar Távközlési Rt. stratégiai ágazati igazgatója, majd szolgáltatási vezérigazgató-helyettese. 1995-ben a Hírközlési Főfelügyelet nemzetközi igazgatója, majd a szakmai területekért felelős elnökhelyettese. 2001-től a BME Távközlési és Telematikai Tanszékén teljes munkaidőben a távközlésmenedzsment professzora, 2002 és 2010 között a tanszék vezetője. A 2004 és 2008 közötti tanévekben egyidejűleg a BME stratégiai rektorhelyettese. 2015. július 1-től professor emeritus. 
A Hírközlési és Informatikai Tudományos Egyesületnek (HTE) 1991 óta vezetőségi tagja, hat évig alelnöke, 2005-től 2011-ig elnöke, jelenleg tiszteletbeli elnöke. 1985 óta tagja, 2005-től 2011-ig elnöke az MTA Távközlési Rendszerek Bizottságának, 2004 és 2010 között az MTA közgyűlési képviselője. 2006 óta tagja a Magyar Mérnökakadémiának is. 2011‑től 3 évig az OTKA informatikai és villamosmérnöki zsűrijének elnöke, majd 2017-ig az OTKA Műszaki és Természettudományi Kollégiumának tagja.

## Munkássága
Meghatározó tudományos és szakmai vezető szerepet játszott a hazai távközlő hálózat strukturális és technológiai korszerűsítésében, a távközlő hálózatok számítógépes tervezésének meghonosításában, a távközlési, majd az infokommunikációs műszaki stratégiai és szabályozási kultúra hazai kibontakozásában. A Műegyetemen a távközlő és számítógép hálózatokkal, beszéd és multimédia információs rendszerekkel foglalkozó tanszéket irányította. Kezdeményezésére a tanszék neve 2003-ban Távközlési és Médiainformatikai Tanszékre változott. Az infokommunikáció menedzsment szakterület kialakítója, a mérnöki menedzsment tárgyak előadója. A BME Informatikai Tudományok Habilitációs Bizottság és Doktori Tanács tagja 2003 óta. 2005 és 2014 között az Egyetemközi Távközlési és Informatikai Központ elnöke, 2013 és 2019 között a Jövő Internet Kutatáskoordinációs Központ tudományos vezetője, a Magyar Jövő Internet Konferenciák szakmai szervezője. Jelenleg fő szakmai érdeklődési területe a digitalizációs trendek és az okosváros-stratégiák. Szakirodalmi közleményeinek száma több mint 200.
Aktív nemzetközi szakmai és tudományos tevékenységét jelzi, hogy éveken át a Nemzetközi Távközlési Egyesület (ITU) szemináriumainak rendszeres előadója és tanulmányi bizottságainak társraportőre volt. Tagja volt többek között a Telecommunication Systems (USA) folyóirat szerkesztő bizottságának (1992-2017), a Networks nemzetközi hálózattervezési konferenciák irányító bizottságának (1994‑2014), a Networks 2008 elnöke volt. Részese volt a kognitív infokommunikáció megszületésének.

## Díjai, elismerései
- Pollák - Virág díj (HTE) - 1972, 1979, 1981, 2015
- Eötvös Lóránd-díj - 1979
- Békésy György Emlékérem (PKI) - 1983
- Puskás Tivadar-díj (HTE) - 1994, 2012 [12]
- Kozma László Emlékérem (BME-VIK) - 2003 [13]
- A Magyar Köztársasági Érdemrend tisztikeresztje - 2005
- Gábor Dénes-díj - 2006 [14]
- Ipolyi Arnold-díj (OTKA) - 2013
- Kalmár László-díj (NJSZT) - 2014 [15]
- József Nádor Emlékérem (BME) - 2015 [16]
- HTE Életmű díj - 2021[17]
- A Magyar Érdemrend parancsnoki keresztje - 2021[18]